# Yuzuxiangita
La yuzuxiangita és un mineral de la classe dels silicats. Rep el nom en honor de Yu Zuxiang (1930-2019), un eminent mineralogista xinès amb importants contribucions a l'estudis de nous minerals a la Xina.

## Característiques
La yuzuxiangita és un inosilicat de fórmula química Sr₃Fe³⁺(Si₂O₆)₂(OH)·3H₂O. Va ser aprovada com a espècie vàlida per l'Associació Mineralògica Internacional l'any 2021, i va ser publicada a la revista internacional Acta Geologica Sinica per Xiangping GU et al. en el mes de desembre de 2024 amb el títol «Yuzuxiangite, Sr₃Fe³⁺(Si₂O₆)₂(OH)·3H₂O: a new inosilicate mineral». Cristal·litza en el sistema monoclínic.
Les mostres que van servir per a determinar l'espècie, el que es coneix com a material tipus, es troben conservades a la col·lecció mineralògica del Museu Geològic de la Xina, a Beijing (República Popular de la Xina), amb el número de catàleg: m16110, al Museu Mineral de la Universitat d'Arizona, a Tucson (Arizona), amb el número de catàleg: 22692, i al prohecte RRUFF, amb el número de dipòsit: r200008.

## Formació i jaciments
Va ser descoberta a la mina Wessels, situada a la localitat de Hotazel, al camp de manganès del Kalahari (Cap Septentrional, Sud-àfrica). Aquest indret és l'únic a tot el planeta on ha estat descrita aquesta espècie mineral.